# Ron Gould (amerikaifutball-edző)
Ronald Henry Gould (Tucson, Arizona, 1965. szeptember 15. –) amerikai amerikaifutball-játékos és -edző, 2023-tól a Los Angeles Rams running backjeinek edzője.

## Pályafutása
2012. december 17-én öt évre a UC Davies Aggieshez szerződött, de 2016-ban kirúgták. 2023. március 4-én a Los Angeles Rams running backjeinek edzője lett.

## Eredményei vezetőedzőként
| Szezon                               | Eredmény                             | Eredmény                             | Helyezés                             |
| Szezon                               | Összesen                             | Konferencia                          | Helyezés                             |
| UC Davis Aggies (Big Sky Conference) | UC Davis Aggies (Big Sky Conference) | UC Davis Aggies (Big Sky Conference) | UC Davis Aggies (Big Sky Conference) |
| ------------------------------------ | ------------------------------------ | ------------------------------------ | ------------------------------------ |
| 2013                                 | 5–7                                  | 5–3                                  | T–4.                                 |
| 2014                                 | 2–9                                  | 1–7                                  | 13.                                  |
| 2015                                 | 2–9                                  | 2–6                                  | 11.                                  |
| 2016                                 | 3–8                                  | 2–6                                  | T–9.                                 |
| Összesen:                            | 12–33                                | 10–22                                | –                                    |

## Fordítás
- Ez a szócikk részben vagy egészben  a   Ron Gould (American football) című angol Wikipédia-szócikk ezen változatának fordításán alapul.  Az eredeti cikk szerkesztőit annak laptörténete sorolja fel. Ez a jelzés csupán a megfogalmazás eredetét és a szerzői jogokat jelzi, nem szolgál a cikkben szereplő információk forrásmegjelöléseként.